# Leucauge pinarensis
Leucauge pinarensis là một loài nhện trong họ Tetragnathidae.
Loài này thuộc chi Leucauge. Leucauge pinarensis được miêu tả năm 1930 bởi Franganillo.